# Gorō Miyazaki
Pour les articles homonymes, voir Miyazaki (homonymie).
 (avril 2010).
Si vous disposez d'ouvrages ou d'articles de référence ou si vous connaissez des sites web de qualité traitant du thème abordé ici, merci de compléter l'article en donnant les références utiles à sa vérifiabilité et en les liant à la section « Notes et références ».
Gorō Miyazaki (宮崎 吾朗, Miyazaki Gorō) est un réalisateur japonais, né le 21 janvier 1967 à Tokyo. Il est connu pour son travail au sein du studio Ghibli fondé par son père et Takahata, notamment ses trois longs métrages : Les Contes de Terremer (2006), La Colline aux coquelicots (2011) et Aya et la Sorcière (2020).

## Biographie
Gorō Miyazaki est le fils du réalisateur et scénariste de films d'animation Hayao Miyazaki, fondateur du studio Ghibli.
Après avoir obtenu son diplôme en agriculture et sciences de la forêt à l'université Shinshū, Gorō Miyazaki obtient un poste en tant que consultant en aménagement urbain. Il prend part à d'ambitieux projets architecturaux et de parcs boisés urbains.
Sa vie prend un tournant lorsqu'en 1998 il reçoit des demandes de la part du producteur Toshio Suzuki, lui offrant la possibilité de diriger le Musée Ghibli de Mitaka. Après de nombreux refus, il finit par accepter le poste en 2001. Ce faisant, il entre directement dans le studio d'enregistrement de son père, Hayao Miyazaki.

### Passage à la réalisation:Les Contes de Terremer
Gorō Miyazaki a toujours refusé de suivre les traces de son père, jusqu'en juin 2005, quand le producteur Toshio Suzuki le persuade de réaliser quelques planches et les storyboards du quinzième film des studios Ghibli, Les Contes de Terremer (Gedo Senki) que Hayao Miyazaki projetait de réaliser depuis plus de vingt ans. Après avoir observé ses esquisses, Suzuki finit même par lui confier la direction du film. Cet acte s'inscrit dans la recherche de successeurs à Hayao Miyazaki et Isao Takahata, réalisateurs piliers du Studio Ghibli. Cette recherche s'est amorcée dès la fin des années 1990 avec la réalisation de Si tu tends l'oreille par Yoshifumi Kondō, jusque-là animateur pour le studio. Satisfait, Miyazaki père annonce alors sa retraite après la réalisation de Princesse Mononoké en 1997. Mais la mort brutale de Kondō l'incite à revenir au studio. En 2002, le studio fait une nouvelle tentative avec la réalisation du Royaume des Chats par Hiroyuki Morita, mais malgré sa nouvelle déclaration de retraite artistique, Miyazaki revient deux ans plus tard avec Le Château ambulant.
Hayao Miyazaki n'était pas d'accord pour que son fils Gorō devienne réalisateur, car celui-ci manquait d'expérience. Pendant la réalisation du film ils ne se sont pas parlé. Malgré tout, le jeune Miyazaki était déterminé à achever le projet.
Le 28 juin 2006, lors de la première projection des Contes de Terremer, contre toute attente, il est présent. Lors de la projection, durant laquelle il n'adresse pas même un regard à son fils, Hayao Miyazaki sort au bout d'une heure. Après la représentation, il déclare à la télévision qu'« un film ne se résume pas seulement aux sentiments » et que son fils « n'est pas encore adulte ».
En 2011, Gorō Miyazaki réalise La Colline aux coquelicots, d'après le manga éponyme de Chizuru Takahashi et Tetsurō Sayama. L'adaptation est écrite par Hayao Miyazaki et Keiko Niwa. Gorō Miyazaki y interprète également la voix du professeur d'histoire et écrit les paroles de certaines des chansons. La Colline aux coquelicots sort au Japon le 16 juillet 2011. En 2012, le film remporte le prix du meilleur film d'animation de l'année 2011 (Animation of the Year) de la Japan Academy.

## Filmographie

### Réalisateur
Cinéma
- 2006 : Les Contes de Terremer (ゲド戦記, Gedo senki?)
- 2011 : La Colline aux coquelicots (コクリコ坂から, Kokuriko-saka kara?)
- 2020 : Aya et la Sorcière (アーヤと魔女, Āya to majo?)[6]

Télévision
- 2009 : film publicitaire d'animation pour le journal Yomiuri shinbun[7]
- 2014 : Ronja fille de brigand (山賊のむすめローニャ, Sanzoku no musume Rōnya), série animée adaptée de Ronya, fille de brigand.